# Manuel Rosas (Fußballspieler, 1912)
Manuel Rosas Sánchez (* 17. April 1912 in Mexiko-Stadt; † 20. Februar 1989), auch bekannt unter dem Spitznamen Chaquetas, war ein mexikanischer Fußballspieler.

## Verein
Manuel Rosas wurde als Sohn des Manuel Rosas Guzmán und der Luz Sánchez geboren. Er war der Älteste von zehn Brüdern. Auf Vereinsebene spielte Rosas in den 1930er Jahren für den mexikanischen Klub Atlante. Mit seinem langjährigen Verein gewann er in der Saison 1931/32 die Primera Fuerza, die seinerzeit wichtigste Fußballliga Mexikos. Zur selben Zeit in der Manuel Rosas für Atlante tätig war, wirkten dort auch seine Brüder Felipe Rosas und Juan "Chundara" Rosas.

## Nationalmannschaft
Rosas war Mitglied der mexikanischen Fußballnationalmannschaft und nahm mit ihr an der ersten Fußball-Weltmeisterschaft 1930 teil. Dort erzielte er im Gruppenspiel gegen Chile, welches mit 3:0 verloren ging, das erste Eigentor der WM-Geschichte. Rosas kam in drei Spielen zum Einsatz und konnte bei der 3:6-Niederlage seines Teams gegen Argentinien zwei Tore für sein Heimatland beisteuern.
Mit 18 Jahren war der Bruder von Felipe Rosas seinerzeit bis dato jüngster Torschütze bei einer Fußball-WM und konnte zudem den ersten Elfmeter der WM-Geschichte verwandeln. Bis heute ist Manuel Rosas nach Pelé zweitjüngster Torschütze bei einer Weltmeisterschaft, gefolgt von Gavi und Michael Owen.